# Studenteransattes landsforbund
Studenteransattes Landsforbund (tidligere Studenterunderviseres Landsforbund) eller i daglig tale SUL er en fagforening for danske studenterundervisere på landets universiteter samt arkitektskoler, musikkonservatorier og kunstakademier.
SUL blev stiftet i 1970'erne som landsforbund for daværende instruktørforeninger instruktorfagforeningen Århus og København med det formål at varetage studenterunderviseres løn- og arbejdsvilkår.
SUL varetager i dag overenskomsten for studenterundervisere sammen med Foreningen af Danske Lægestuderende og dets nationale udvalg, Universitetsansattegruppen (UAG).